# Гизельперт
Гизельперт (Гизельберт; лат. Giselpert или Giselbert; VIII век) — лангобардский герцог Вероны (упоминается в 745—762 годах).

## Биография
Гизельперт известен из «Истории лангобардов» Павла Диакона и нескольких современных ему документов.
О происхождании Гизельперта сведений не сохранилось. В средневековых источниках он упоминался как дукс (герцог) Вероны (лат. dux Veronensium). Неизвестно, когда Гизельперт стал правителем этого владения. Предполагается, что это произошло около 745 года. Возможно, что предшествовавшим Гизельперту правителем герцогства со столицей в Вероне был Луп. Это мнение основывается на одном юридическом документе 845 года, в котором упоминается веронский герцог Луп. Может быть, получение Гизельпертом герцогского титула было следствием того, что Луп в 745 году стал герцогом Сполето. Предыдущим же достоверно известным правителем Вероны был казнённый в 596 или 597 году Зангрульф.
Первое упоминание о Гизельперте как герцоге Вероны датируется 10 мая 745 года, когда он участвовал в основании монастыря при церкви Святой Марии в Соларо.
Наиболее известное из деяний Гизельперта — вскрытие и разграбление им приблизительно в 760 году находившейся в Вероне гробницы первого лангобардского короля в Италии Альбоина. По утверждению Павла Диакона, герцог «…открыл гробницу и взял оттуда меч и украшения, которые там находились, и потом с тщеславием, обычным для необразованных людей, говорил, что он видел Альбоина». Согласно преданиям, Гизельперт тем более желал получить королевский меч, что в лангобардской Италии верили, что это оружие обладало некими волшебными свойствами. Современные нам историки считают, что присваивание меча великого воина, каким считался Альбоин, было пережитком древней языческой традиции германских народов, всё ещё сохранявшейся у давно христианизированных лангобардов. Предполагается, что таким образом новый владелец оружия обретал доблесть прежнего хозяина предмета, необходимую в тогдашние «бурные дни». Завладение инсигниями Альбоина также могло быть истолковано как намерение Гизельперта подчеркнуть своё право властвовать над Вероной, городом, правителем которой за два века до него был лангобардский король.
Между началом марта и серединой августа 762 году Гизельберт в столице Лангобардского королевства, городе Тицин (современная Павия), председательствовал на суде по поводу одной из поступивших королю Дезидерию юридических тяжб. В качестве представителей лангобардского монарха в заседании участвовали viri illustres и виночерпий Буссио и гастальд Ассиульф.
Сообщение о суде в Павии — последнее свидетельство о Гизельперте в средневековых источниках. Достоверно установлено, что его правление не могло продлиться дольше завоевания Лангобардского королевства Карлом Великим в 774 году, так как после этого власть на Вероной перешла к франкским графам. Гизельперт — последний известный лангобардский правитель Веронского герцогства.